# Łancewe
Łancewe (ukr. Ланцеве) – wieś na Ukrainie, w obwodzie zaporoskim, w rejonie połohowskim, w hromadzie Komysz-Zoria. W 2001 liczyła 639 mieszkańców, spośród których 587 wskazało jako ojczysty język ukraiński, 46 rosyjski, 3 mołdawski, 1 ormiański, 1 gagauski, a 1 inny.